# Argia extranea
Argia extranea es un caballito del diablo de la familia de los caballitos de alas angostas (Coenagrionidae). Especie tropical, de distribución principalmente mexicana, de identificación relativamente sencilla gracias a sus característicos paraproctos.

## Nombre común
- Español: caballito del diablo.

## Clasificación y descripción de la especie
Argia es el género con mayor número de especies en América, pertenece a la familia de los caballitos de alas angostas. Coloración general azul violáceo, la cabeza completamente azul. El abdomen es completamente azul en el dorso; marcas negras a los costados en los segmentos 1 a 6; segmento 7 mayormente negro, con un anillo basal azul extendiéndose por el dorso. Paraproctos bifurcados, con rama inferior prolongada.

## Distribución de la especie
Especie Neotropical, se distribuye desde Panamá hasta el norte de México, alcanza el territorio de los E.U.A. en el extremo sureste de Arizona.

## Ambiente terrestre
Arroyos y ríos en áreas abiertas.

## Estado de conservación
No se considera dentro de ninguna categoría de riesgo.